# Фортескью, Джон (историк)
Достопочтенный сэр Джон Уильям Фортескью КВО (28 декабря 1859 г. — 22 октября 1933 г.) был британским военным историком. Он был историком британской армии и служил королевским библиотекарем и архивариусом в Виндзорском замке с 1905 до 1926 года.

## Ранние годы
Фортескью родился 28 декабря 1859 года на Мадейре, и был 5-м сыном Хью Фортескью, 3-го графа Фортескью, и его жены Джорджины, графини Фортескью (в девичестве Доусон-Дамер). Его семья владела большей частью района вокруг Симонсбата в Эксмуре с двенадцатого века, поэтому впоследствии он вступил в йоманскую кавалерию северного Девона в звании майора.
Фортескью получил образование в школе Хэрроу и Тринити-колледже в Кембридже, а затем читал лекции в Оксфорде.

## Карьера
Фортескью известен прежде всего своей основной работой по истории британской армии, которую он написал между 1899 и 1930 годами. С 1905 по 1926 год он работал Королевским библиотекарем в Виндзорском замке.
В 1911 году Фортескью выступал в Оксфордском университете с фордовскими лекциями. Он был президентом Королевского исторического общества с 1921 по 1925 год и был избран почетным членом Тринити-колледжа в Кембридже.
Фортескью был удостоен звания рыцарь-комондора КВО в 1926 году.

## Личная жизнь
В 1914 году Фортескью женился на Винифред Бич, дочери преподобного Говарда Бича, Саффолк; у них не было детей. Леди Фортескью (умершая в 1951 году) была писательницей и актрисой. Джон Фортескью умер в Каннах.

## Работы
- John William Fortescue. A History of the 17th Lancers, Duke of Cambridge's Own (англ.). — Macmillan & Company, Limited, 1895.
- Dr John William Fortescue. Dundonald (неопр.). — Macmillan and Co., 1895.
- 1897 The Story of a Red Deer
- Dr John William Fortescue. The Drummer's Coat (неопр.). — Macmillan, 1899.
- 1899–1930 A History of the British Army (in thirteen volumes, taking the story up to 1870) Available online for downloading
- Dr John William Fortescue. The County Lieutenancies and the Army, 1803–1814 (англ.). — Macmillan and Company, limited, 1909.
- Dr John William Fortescue. The Royal Visit to India 1911–1912 (неопр.). — Macmillan and Co., 1912.
- Dr John William Fortescue. The Three Pearls (неопр.). — St. Martin's, 1916.
- Dr John William Fortescue. My Native Devon (неопр.). — Macmillan and Company, limited, 1924.
- Dr John William Fortescue. Wellington (неопр.). — London, 1925.
- Sir John William Fortescue. Six British Soldiers (неопр.). — William & Norgate, 1928.
- Sir John William Fortescue. The Empire and the Army (неопр.). — Cassell and Company, 1928.
- Sir John William Fortescue. Historical and Military Essays (неопр.). — Macmillan and Company, Limited, 1928.
- Sir John William Fortescue. A Short Account of Canteens in the British Army (англ.). — The University Press, 1928.
- 1930–1932 Royal Army Service Corps: A History of Transport and Supply in the British Army
- Sir John William Fortescue. Following the Drum (неопр.). — W. Blackwood & sons ltd., 1931.
- Sir John William Fortescue. Marlborough (неопр.). — Peter Davies Limited, 1932.
- Sir John William Fortescue. Author and curator (неопр.). — W. Blackwood, 1933.
- Sir John William Fortescue. The Last Post (неопр.). — W. Blackwood, 1934.